# لیبری‌واکس
لیبری‌واکس (انگلیسی: LibriVox) گروهی از افراد داوطلب از سرتاسر دنیا هستند که کتاب‌ها و متونی را که در مالکیت عمومی عمومی قرار دارند، با صدای خود می‌خوانند و آن‌ها را به صورت یک کتاب گویای مجانی، در یک کتابخانه دیجیتال به همین نام یا در سایر وبگاه‌های اینترنتی بارگذاری کرده و آن‌ها را در اختیارِ سایرِ کاربران و بازدیدکنندگان قرار می‌دهند.
لیبری‌واکس در سال ۲۰۰۵ میلادی توسط «هیو مک‌گوایر» برپا شد و تا ماه آوریل ۲۰۱۵ میلادی مشتمل بر ۸۶۶۴ عنوان کتاب گویاست. اگر چه بیشتر این کتاب‌ها به زبان انگلیسی است، اما آثاری به ۳۶ زبان دیگر نیز در بایگانی آن یافت می‌شود.
لیبری‌واکس با پروژه گوتنبرگ و بایگانی اینترنت در ارتباط نزدیک است و هدف نهایی‌اش آن است که «کلیه کتاب‌ها و متون آزاد را، به‌طور مجانی، به‌صورت کتاب گویا در اینترنت قرار دهد.»